# Педро Мачука

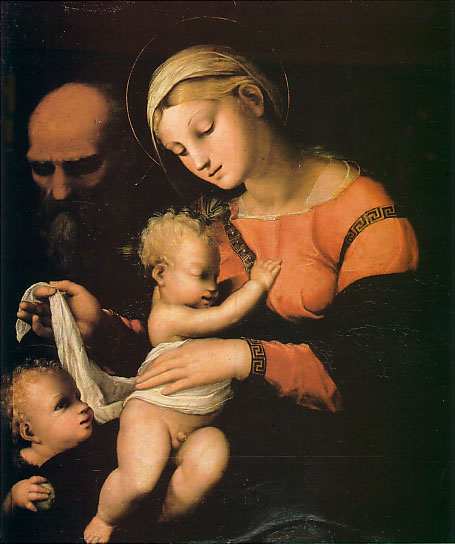
Худ. Педро Мачука. «Свята Родина та Іван Хреститель дитиною»

Педро Мачука (ісп. Pedro Machuca, бл. 1490, Толедо — 1550, Гранада) — іспанський художник та архітектор доби маньєризму.

## Життєпис
Педро Мачука залишив свій досить значущий слід в мистецтві Іспанії XVI століття, але його життєпис був та залишається мало відомим.
За його підписом латиною «Petrus Machuca, Hispanus. Toletanus…» на картині «Мадонна» (1517, Національний музей Прадо, Мадрид) дослідники дізнались про ранні роки майстра. Він з Толедо, мав добру освіту, якщо підписував свої картини латиною. Удосконалював свою художню майстерність у Римі, де традиція підпису власних творів латиною саме й була розповсюджена.
Перебування в молоді роки в Римі не могло пройти повз значний вплив художньої манери Мікеланджело Буонарротті, найавторитетнішого митця в Римі того часу. Стилістично та композиційно картини Педро Мачука близькі до творів Мікеланджело та Себастьяно дель Пьомбо. Але точних відомостей, у кого саме навчався іспанський майстер, нема. Окрім удосконалення художніх навичок, Педро Мачука вивчав сучасну архітектуру Риму, що наближає його до універсально обдарованих італійських митців на кшталт Мікеланджело, Джуліо Романо. Архітектурна манера Педро Мачука має багато спільного зі стилістикою творів Джуліо Романо.
Коротенько про період життя Педро Мачука в Іспанії сповістив Лазаро де Веласко у 1554—1564 рр., вже після його смерті. За свідоцтвом Лазаро де Веласко, майстер повернувся на батьківщину близько 1520 р.
З 1521 р. він працює в місті Гранада, куди отримав запрошення від короля на працю в Королівській каплиці як художник.
Кількість створених та збережених картин Педро Мачуки невелика, та, ймовірно, була невеликою і за життя художника. До того ж, посадовці дізналися про архітектурний хист митця і його залучили до архітектурних робіт, що відволікало Педро Мачука він малювання картин.
Педро Мачука — автор проекту велетенського палацу короля Карла V поблизу палацу гранадських халіфів Альгамбра. Надзвичайно величний, великих розмірв палац став головним твором митця в Іспанії. Грандіозний проект митця не був завершений за життя Педро Мачуки, а його добудови розтяглися до XX століття.
В Іспанії майстер узяв шлюб з Ізабель де Ороско. Подружжя мало семеро дітей. Це майже все, що відомо з біографії митця. Син Луїс Мачука теж став архітектором і також працював на будівництві палацу Карла V, який так і залишився недобудованим.

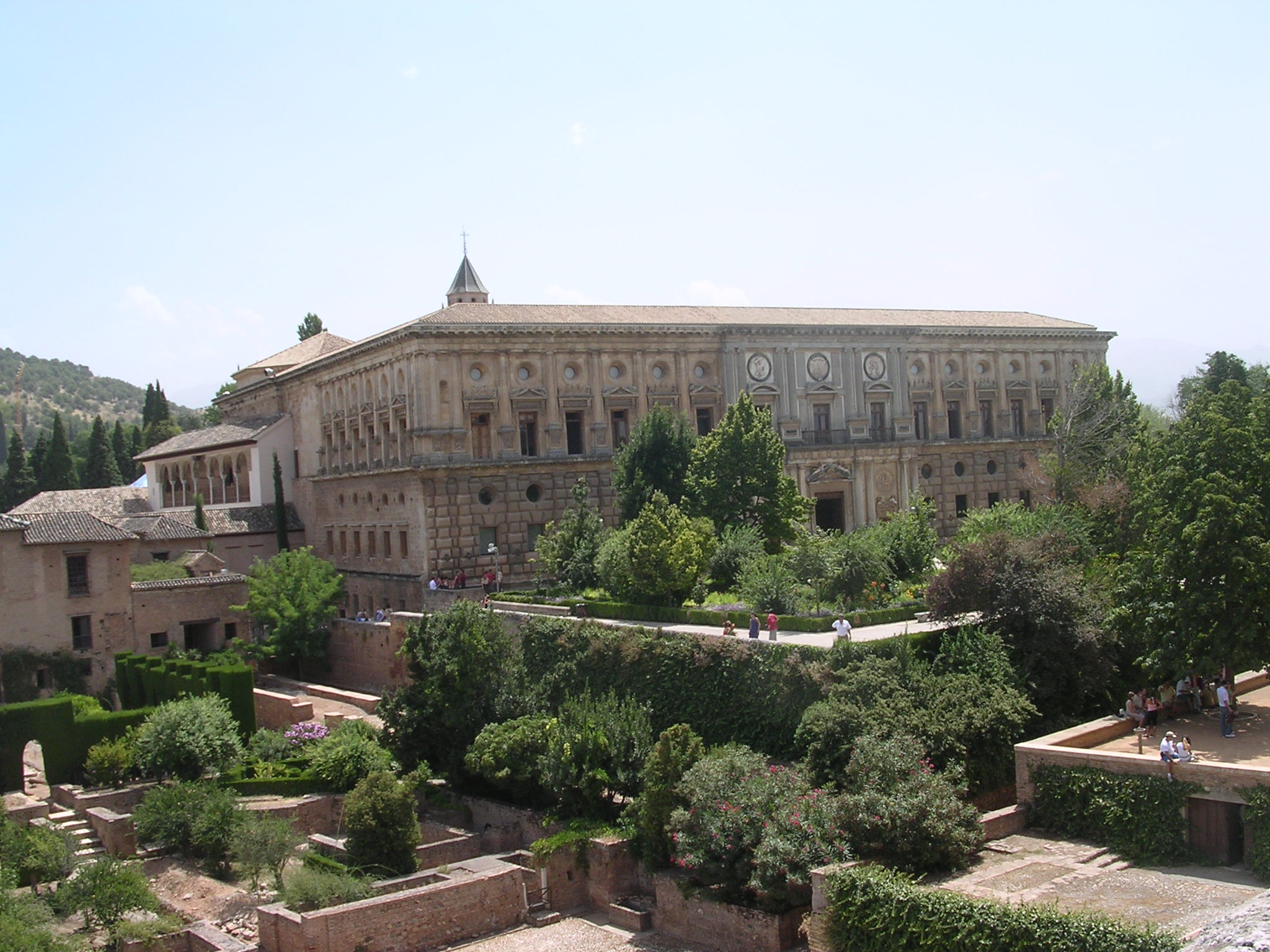
Східна частина Альгамбри з палацом Карла V
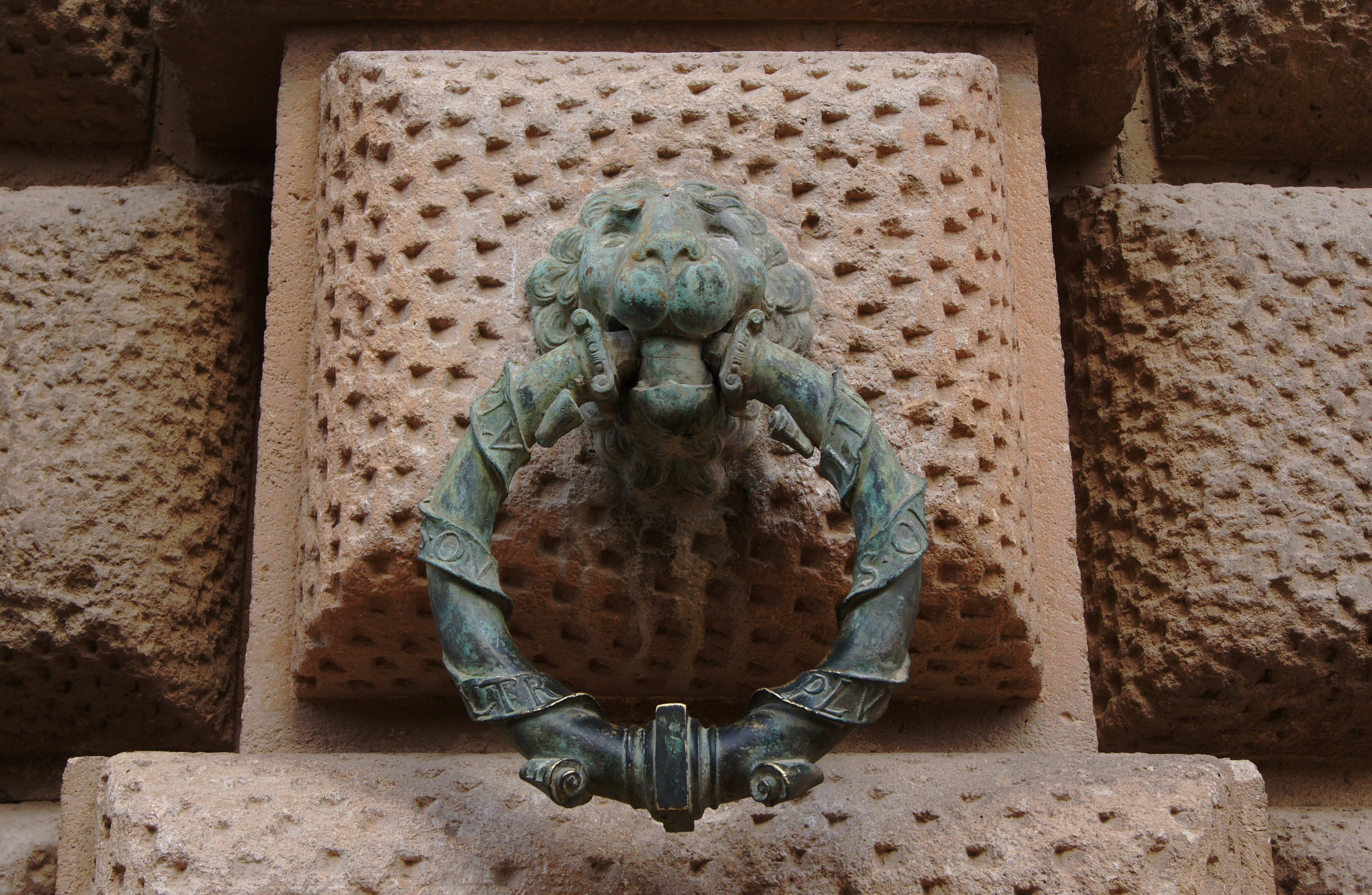
Левина маска, фасад палацу Карла V
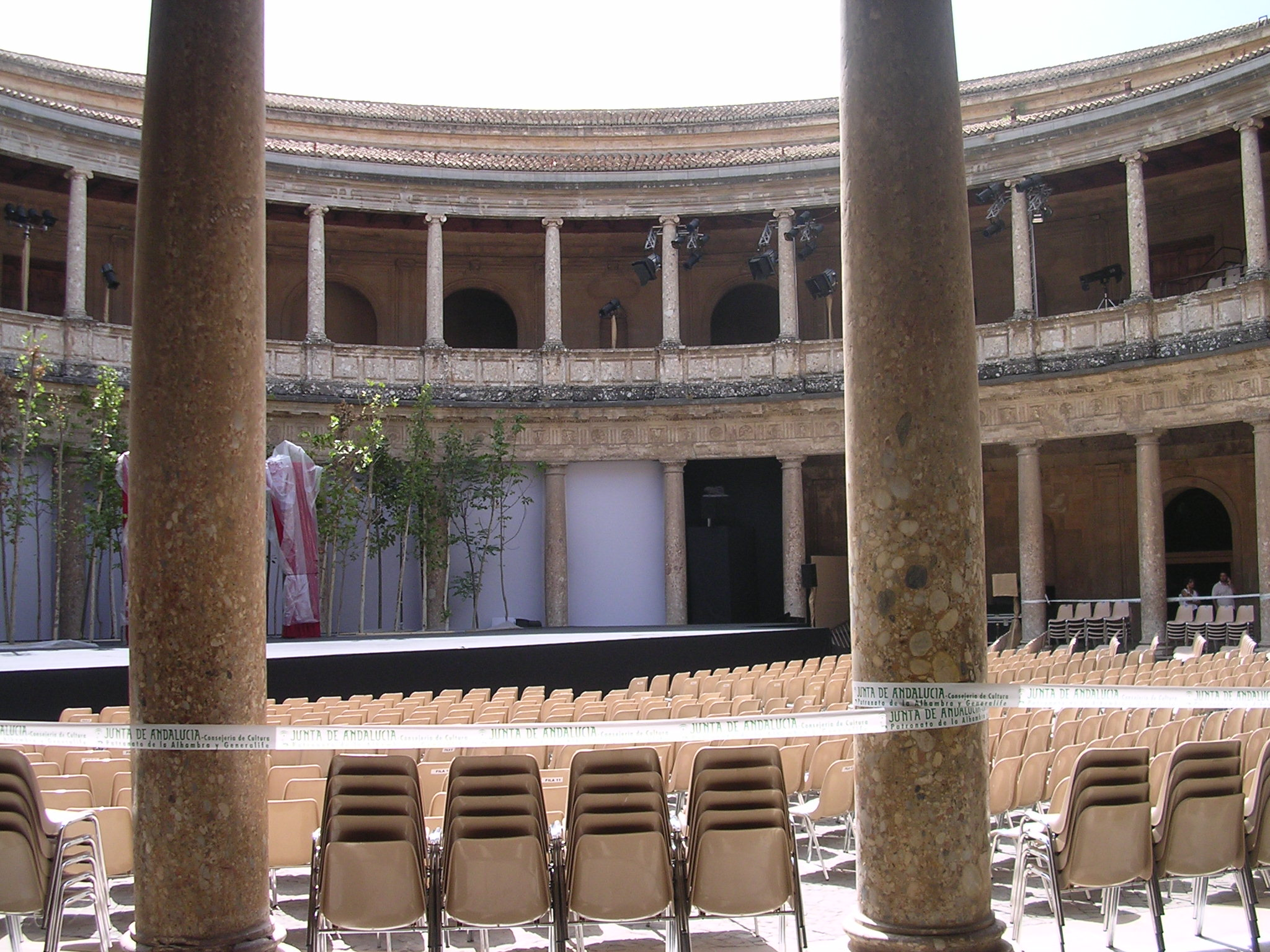
Круглий двір
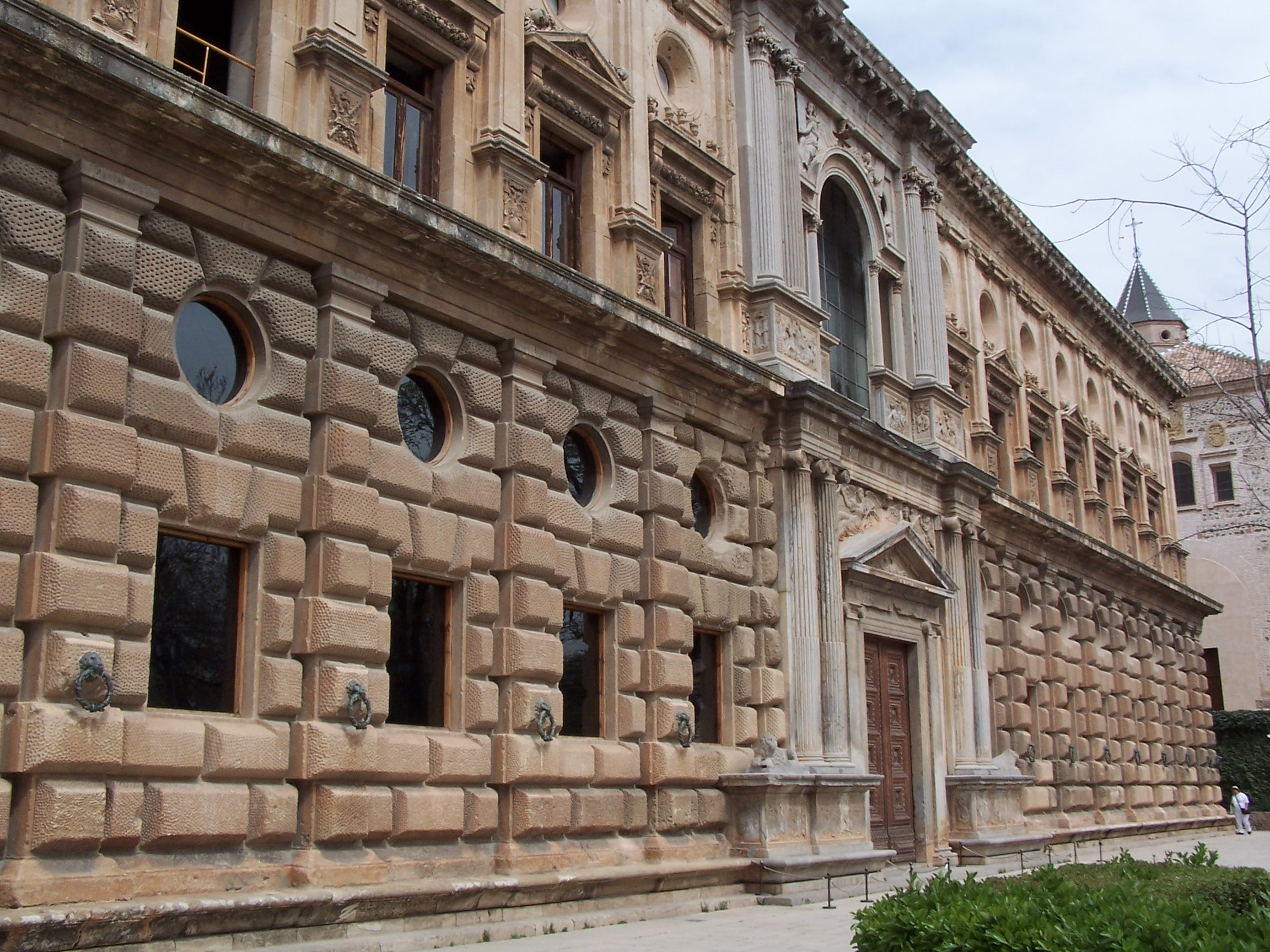
Велетенський фасад палацу Карла V